# Illa Enderbury
L'illa Enderbury és un atol de les illes Fènix, a la república de Kiribati. És deshabitada.

## Geografia
Està situada a 63 km al sud-est de l'illa Canton, la més propera. Té una allargada de 4,8 km i una amplada d'1,6 km. La superfície total és de 5,1 km². La llacuna interior és reduïda i poc profunda, plena de bancs de sorra i illots.
Són abundants els ocells marins, les rates i una espècie d'abella diminuta que s'amaga a les arrels de les plantes.

## Història
Va ser descoberta, el 1823, pel nord-americà Joshua Coffin amb el balener anglès Transit. El nom ve d'una mala pronunciació del nom de l'empresari anglès Samuel Enderby, propietari de la naviliera. El 1860 es va començar l'explotació de guano amb treballadors portats des de les Hawaii. Va ser abandonada a la dècada del 1880.
Reclamada pels Estats Units i el Regne Unit, es va acordar, el 1939, el condomini conjunt britànic i nord-americà de les illes Canton i Enderbury.